# Запис миро храст (Враниште)
Запис миро храст (Враниште) се налази на парцели чији је власник Град Пирот.

## Локација
| Општина             | Пирот                                                                       |
| Катастарска општина | Враниште                                                                    |
| Потес               | Голема падина                                                               |
| Координате          | 43° 15′ 48″ С; 22° 26′ 35″ И / 43.263399999999997° С; 22.443000000000001° И |
| Надморска висина    | 411m                                                                        |

## Карактеристике
Дендрометријске вредности утврђене на терену и сателитским снимцима:
| Стабло                     | Храст |
| Висина стабла              | m     |
| Обим дебла                 | m     |
| Пречник крошње             | 11m   |
| Пречник дебла              | m     |
| Висина дебла до прве гране | m     |

## База записа
Запис је у оквиру Викимедија пројекта "Запис - Свето дрво" заведен под редним бројем 1070.